# Американська асоціація українознавства
Америка́нська асоціа́ція українозна́вства (англ. American Association for Ukrainian Studes, AAUS) — організація дослідників історії і культури України та українського народу, які працюють у США.
Асоціація заснована на установчій конференції, скликаній Українським науковим інститутом Гарвардського університету 8—9 грудня 1989 року у місті Кембридж (штат Массачусетс). Проводить загальні збори під час щорічних конференцій Американської асоціації розвитку славістичних досліджень. Асоціація брала участь у всіх міжнародних конгресах україністів. Вона преміює найкращі україністичні монографії, статті й переклади американських авторів, видає в журнальній формі та в Інтернеті інформаційний бюлетень (AAUS Newsletter).
Першим президентом ААУ був Іван Фізер, пізніше цю посаду обіймали Н. Кононенко, А. Гумецька, М. Найдан, Р. де Лосса, з 2009 року — В. Чернецький.